# Narjara Turetta
Narjara Aparecida Turetta (São Paulo, 19 de novembro de 1966) é uma atriz e dubladora brasileira. Tornou-se conhecida ao interpretar a jovem Elisa no seriado Malu Mulher.

## Biografia
Em 1971 iniciou a carreira fazendo monólogos e apresentando os palhaços Arrelia e Pimentinha no programa de Durval de Souza A Grande Gincana, na TV Record- SP, além de ter participado também do quadro do programa Raul Gil, "As crianças querem saber", na mesma emissora e , em 1975, ainda na TV Record, fez vários quadros no programa infantil Essa Gente Inocente,dirigido por Wilton Franco, com Lucio Mauro,Roberto Marques e Rogério Cardoso. Em 1976 estreia em novelas, ao lado de Paulo Goulart na telenovela Papai Coração com 9 anos sendo a protagonista. No ano seguinte é contratada pela TVS de Silvio Santos e participa de duas produções,uma novelinha de 5 capítulos "Um pedaço de papel" e outra novela de 60 capítulos Solar Paraíso. Em 1978 volta para Tupi e faz a novela Salário Mínimo, mas é vivendo a personagem Elisa, na Rede Globo, a filha de Malu (Regina Duarte) na série Malu Mulher (1979), que Narjara conquista fama e reconhecimento por todo o Brasil e internacionalmente, obtendo o troféu APCA de atriz revelação no ano seguinte. 
Em outubro de 1979 é convidada para participar do especial Mulher 80, transmitido pela Rede Globo, revelando-se como cantora num dueto da música Feminina com o consagrado grupo Quarteto em Cy. Além de homenagear algumas das grandes cantoras do Brasil, entre elas Elis Regina, Maria Bethânia e Rita Lee, o programa discutia questões de leis favoráveis a mulher e a sua cidadania na sociedade setentista. Não tarda e Narjara emenda uma série de trabalhos televisivos, atuando em novelas consagradas como Baila Comigo(1981), O Homem Proibido (1982), Amor com Amor Se Paga (1984), onde interpretou Bel, sua primeira vilã, Selva de Pedra (1986), Direito de Amar (1987) e O Salvador da Pátria (1989), onde interpreta a polêmica personagem Rafaela, com o qual obteve a sua segunda indicação ao prêmio APCA. Mantida por contrato sólido e com emprego garantido na televisão, passa a conciliar sua carreira de atriz no teatro encenando peças de João Bethencourt e outros autores contemporâneos.
Depois de atuar em Gente Fina, no ano de 1990, os convites para trabalhar na televisão foram diminuindo, o que levou a atriz, anos mais tarde,em 1999, a pedir emprego em programas de TV. Apesar disso, no decorrer da década de 1990, participou de três episódios do Você Decide e de um episódio da novela infantil Caça Talentos, protagonizada por Angélica. Em 2000 integrou o elenco da novela Vidas Cruzadas, da RecordTV, interpretando Selma, uma das personagens centrais. Os convites não aparecem e a crise financeira a obriga mudar de ramo: em 2001 escreve para uma empresa particular e ganha um carrinho de água de coco, com o qual passa a trabalhar numa rua de Copacabana, zona sul do Rio de Janeiro ao lado da mãe a partir de Abril de 2002. 
Em maio de 2006 passa a trabalhar como dubladora, e neste mesmo ano, em Setembro, retorna à televisão a convite de Jayme Monjardim para participar da novela Páginas da Vida, no papel de Inezita, a governanta de Tônia (Sônia Braga). Em 2007 volta a mídia aparecendo ao lado de Kiefer Sutherland, quando de sua visita ao Rio de Janeiro para gravar um comercial de veículo. Também gravou uma participação especial no programa Turma do Didi. Em 2010 teve sua estreia no cinema interpretando a personagem Mariana, no curta-metragem Disse Não Disse, dirigido por Victor Perales. O curta é baseado num conto de João Emanuel Carneiro. No mesmo ano surge uma participação especial em Malhação ID. e é convidada por Jô Soares a uma entrevista.
Ao acompanhar o programa, o autor de novelas Walcyr Carrasco a solicita por contrato com a emissora, enviando-lhe um convite pelo twitter para participar da novela Morde & Assopra. Em 2011 retoma a carreira de atriz num dos papéis de destaque da trama, interpretando a personagem Lilian, ao lado das atrizes Elizabeth Savalla e Marina Ruy Barbosa. Integrou o elenco da novela Salve Jorge em 2012 fazendo a turca Buquê, que trabalhava na loja de Mustafá. Nesta mesma época passou a dar palestras sobre motivação e superação de desafios. Em 2015, foi contratada pela Rede Globo para ser Instrutora de Dramaturgia de Babilônia, ajudando atrizes como Glória Pires a decorar textos.
Em outubro de 2017, a atriz retorna às novelas em O Outro Lado do Paraíso, escrita por Walcyr Carrasco para o horário nobre da Rede Globo. Na trama, Narjara interpreta a ex-prostituta e cozinheira do bordel da fictícia cidade de Pedra Santa (no Tocantins), Zildete, trabalhando ao lado de Laura Cardoso, Mayana Neiva e Glória Pires. 
Ainda em 2018 faz uma participação em um dos últimos episódios da série Sob Pressão na personagem Fátima ao lado de Walter Breda, mas esse episódio só foi ao ar em meados de 2019, no mesmo ano em que a atriz estava atuando na RecordTV na macrossérie Jezabel dando vida à personagem Dalila, mãe do profeta Eliseu. Essa macrossérie terminou em Agosto de 2019.

## Vida pessoal
Nascida em São Paulo, passou a infância e a adolescência em Porangaba, cidade natal de sua mãe. A atriz vive sozinha no Rio de Janeiro desde 1986. Narjara optou por não casar e nem ter filhos, sempre dedicando-se a sua carreira artística. É vista eventualmente acompanhada de homens anônimos e famosos, mas é muito discreta e não chegou a assumir nenhum relacionamento sério.
A artista enfrentou diversas dificuldades financeiras ao longo da carreira, tendo ficado afastada das novelas por mais de dez anos, apenas fazendo participações esporádicas. Neste período, Narjara trabalhou como vendedora de água de coco e recepcionista. Sempre em busca de melhores oportunidades profissionais, desde 2006 passou a atuar como dubladora. 
Causou polêmica quando em 2014 internou sua mãe em um hospital público, devido as dificuldades financeiras e escassez de oportunidades profissionais que sempre enfrentou. Em 2017 sua mãe foi novamente hospitalizada no Hospital Municipal Miguel Couto.
Maria Antônia, sua mãe, faleceu em 18 de outubro de 2018, devido a insuficiência renal causada pelo diabetes. O fato causou comoção na rede social de Narjara.
Nas eleições de 2004 candidatou-se a vereadora pelo PSDB no município do Rio de Janeiro, porém não foi eleita, obtendo apenas 2.676 votos.
Em 2022, revelou que recebeu uma proposta da revista Playboy para posar nua aos 15 anos, quando estava no ar na novela Baila Comigo (1981).

## Filmografia

### Televisão
| Ano     | Título                  | Personagem              | Notas                                       |
| ------- | ----------------------- | ----------------------- | ------------------------------------------- |
| 1971    | Grande Gincana          | Participante            | Quadro: Calouros                            |
| 1975–76 | Essa Gente Inocente     | Apresentadora           |                                             |
| 1976    | Papai Coração           | Titina                  |                                             |
| 1978    | Solar Paraíso           | Noca                    |                                             |
| 1978    | Salário Mínimo          | Zildinha                |                                             |
| 1979–80 | Malu Mulher             | Elisa Fonseca           |                                             |
| 1981    | Baila Comigo            | Flora França            |                                             |
| 1982    | O Homem Proibido        | Arminda                 |                                             |
| 1983    | Caso Verdade            | Ana                     | Episódio: "O Bloco do Boicote Está na Rua"  |
| 1983    | Quarta Nobre            | Ana Luisa               | Episódio: "Esquadrão da Vida"               |
| 1984    | Amor com Amor Se Paga   | Isabel (Bel)            |                                             |
| 1984    | Caso Verdade            | Talita                  | Episódio: "Feliz Natal, Papai Noel!"        |
| 1985    | Um Sonho a Mais         | Suelen Amado            |                                             |
| 1986    | Selva de Pedra          | Madalena Ribeiro (Lena) |                                             |
| 1987    | Direito de Amar         | Mariana                 |                                             |
| 1989    | O Salvador da Pátria    | Rafaela Toledo Blanco   |                                             |
| 1990    | Gente Fina              | Alessandra              |                                             |
| 1993    | Você Decide             | Célia                   | Episódio: "Isca de Polícia"                 |
| 1994    | Você Decide             | Luzia                   | Episódio: "O Transplante"                   |
| 1996    | Caça Talentos           | Zelda (Agente Z)        | Episódio: "Viajantes do Espaço"             |
| 1996    | Você Decide             | Ana Maria               | Episódio: "Amor Por Correspondência"        |
| 2000    | Vidas Cruzadas          | Selma Duarte            |                                             |
| 2004    | Linha Direta            | Assassina               | Episódio: "O Naufrágio do Bateau Mouche"    |
| 2006    | Páginas da Vida         | Inezita Pompílio        |                                             |
| 2008    | Sete Pecados            | Médica                  | Episódio: "14 de fevereiro"                 |
| 2008    | Casos e Acasos          | Vilma                   | Episódio: "A Blitz, o Presente e os Filhos" |
| 2010    | Malhação                | Sônia                   | Episódio: "18 de junho"                     |
| 2011    | Morde & Assopra         | Lílian da Silva         |                                             |
| 2012    | Zorra Total             | Narisbela               | Episódio: "7 de abril"                      |
| 2012    | Salve Jorge             | Buquê                   |                                             |
| 2016    | Pé na Cova              | Jacira                  | Episódio: "O Rouxinol do Imperador"         |
| 2017    | O Outro Lado do Paraíso | Zildete Alves           |                                             |
| 2019    | Sob Pressão             | Fátima                  | Episódio: "26 de junho"                     |
| 2019    | Jezabel                 | Dalila Yak              |                                             |
| 2022    | Maldivas                | Glória                  |                                             |
| 2024    | Família É Tudo          | Delegada Dagmar         | Episódios: ''4–6 de setembro''              |

### Cinema
| Ano  | Título                   | Personagem     | Notas          |
| ---- | ------------------------ | -------------- | -------------- |
| 2008 | O Futuro a Deus Pertence | Solange        | Curta-metragem |
| 2009 | Disse Não Disse          | Mariana        | Curta-metragem |
| 2012 | De 09 a 90               | Belisa         | Média-metragem |
| 2016 | É Fada!                  | Margarete      |                |
| 2021 | Os Suburbanos: O Filme   | Ambulante      |                |
| 2023 | Desapega!                | Mulher na loja |                |

## Dublagem
| Ano  | Título                        | Personagem                         | Atriz                                                      | Emissora                      |
| ---- | ----------------------------- | ---------------------------------- | ---------------------------------------------------------- | ----------------------------- |
| 2013 | Hora de Aventura              | Lady Iris                          | Ming-Na Wen                                                | Cartoon Network               |
| 2010 | Nip/Tuck                      | Rebecca                            | Shea Curry                                                 | SBT                           |
| 2009 | Eastwick                      | Gloria                             | Ragan Brooks                                               | SBT                           |
| 2009 | Reverse Angle                 | Janie Finley                       | Brittany Drisdelle                                         | Filme produzido no Canadá     |
| 2008 | The Nine                      | Rachel                             | Andrea Lui                                                 | SBT                           |
| 2008 | Cold Case                     | Tara Koslowisk                     | Bitsie Tulloch                                             | SBT                           |
| 2008 | Fringe                        | Maxine / Assistente                | Johanna Lebovitz / Heather Doerksen                        | FOX                           |
| 2007 | One Tree Hill                 | Sra. Edwards                       | Renee Vincent                                              | SBT / FOX / FOX Life          |
| 2007 | Gossip Girl                   | Fiona / Kali / Aubrey / Repórter 2 | Bess Rous / Jody Flader / Katrina Begin / Jennifer Restivo | Glitz*                        |
| 2007 | Studio 60 on the Sunset Strip | Deb / Carrie / Daphne              | Wendle Josepher / Tate Hanyok / Jayma Mays                 | Warner Channel                |
| 2006 | Veronica Mars                 | Angie Dahl                         | Kayla Ewell                                                | SBT                           |
| 2006 | Big Love                      | Sally / Ivery                      | Lindsay Hollister / M.J. Karmi                             | HBO                           |
| 2006 | The O.C.                      | Lisa Tucker                        | Lisa Tucker                                                | HBO                           |
| 2006 | The Path to 9/11              | Secretária Tenet                   | Victoria Fodor                                             | ABC                           |
| 2006 | Blade                         | Mãe                                | Johanna Lebovitz                                           | SBT                           |
| 2005 | Desperate Housewives          | Courtney                           | Ragan Brooks                                               | Sony Entertainment Television |

## Teatro
| Ano  | Título                      |
| ---- | --------------------------- |
| 1981 | Simbad, o Marujo            |
| 1983 | Cinderela                   |
| 1984 | A Venerável Madame Goneau   |
| 1988 | A Grande Revista            |
| 1992 | Os Mistérios do Sexo        |
| 1993 | O Romance dos Dois Soldados |
| 2007 | A Cigarra e a Formiga       |

## Prêmios e indicações
| Ano  | Premiação   | Categoria                | Nomeações            | Resultado |
| ---- | ----------- | ------------------------ | -------------------- | --------- |
| 1980 | Troféu APCA | Melhor Atriz Revelação   | Malu Mulher          | Venceu    |
| 1989 | Troféu APCA | Melhor Atriz Coadjuvante | O Salvador da Pátria | Indicada  |